# Erebus malanga
Erebus malanga là một loài bướm đêm trong họ Erebidae.